# Bundesautobahn 40
Die Bundesautobahn 40 (Abkürzung: BAB 40) – Kurzform: Autobahn 40 (Abkürzung: A 40) – verläuft fast genau in West-Ost-Richtung in einer Länge von derzeit 95,4 Kilometern von der niederländischen Grenze bei Straelen über den ländlichen linken Niederrhein durch die Ruhrgebiets-Großstädte Moers, Duisburg, Mülheim an der Ruhr, Essen und Bochum bis nach Dortmund.
Die A 40 im Ruhrgebiet gehört mit teilweise mehr als 100.000 Fahrzeugen täglich zu den Autobahnen mit den höchsten Verkehrsaufkommen in Deutschland. Zwischen Essen und Dortmund ist sie die Autobahnstrecke mit den meisten Staukilometern je Autobahnkilometer in ganz Deutschland.
Mit der Autobahn-Nummer 40 wurde in den 1970er-Jahren die Neubau-Planung eines „Lippeschnellwegs“ durch das nördliche Ruhrgebiet bezeichnet, die nie realisiert wurde. 1992 verwendete man die Nummer neu, um die damalige Bundesautobahn 430 und den damaligen westlichsten Abschnitt der Bundesautobahn 2 zu einer durchgehenden neuen Autobahn zusammenzulegen.

## Verlauf
Die Bundesautobahn 40 beginnt als Weiterführung der niederländischen Autobahn 67 am Grenzübergang Niederdorf zwischen den Städten Venlo und Straelen. Von dort führt sie fast gerade nach Osten durch die Gemeinden Wachtendonk, Kempen, Kerken, Rheurdt und Neukirchen-Vluyn bis zum Autobahnkreuz Moers, wo sie die A 57 überquert. Über das Stadtgebiet von Moers erreicht sie in Duisburg den Rhein, den sie auf der Brücke Neuenkamp überquert. Kurz darauf unterquert die A 40 im Autobahnkreuz Duisburg die A 59 und nur 1,5 Kilometer dahinter im Autobahnkreuz Kaiserberg die A 3. Der A 40-Abschnitt von der niederländischen Grenze bis Kreuz Kaiserberg gehörte früher zur A 2 und ist heute noch Teil der Europastraße 34.
Vom Kreuz Kaiserberg führt die A 40 in West-Ost-Richtung zentral durch die größten Ruhrgebiets-Großstädte. Der früher als Bundesautobahn 430 geführte Abschnitt wird auch Ruhrschnellweg genannt. Durch Mülheim an der Ruhr – nur wenige Meter von der Stadtgrenze Oberhausen – und die Mitte von Essen unterquert die A 40 im Ruhrschnellweg-Tunnel das Essener Stadtzentrum und erreicht dahinter das Autobahndreieck Essen-Ost, wo von Süden die A 52 einmündet. Auf der weiteren Strecke berührt die Autobahn 40 beinahe Gelsenkirchen – die Anschlussstelle Gelsenkirchen liegt genau auf der Stadtgrenze Essen/Bochum, einen Kilometer von Gelsenkirchen entfernt – und durchquert danach Bochum. Im Autobahndreieck Bochum-West wird der Verkehr aufgeteilt auf eine nördliche Umfahrung der Bochumer Stadtmitte auf der A 40 und eine südliche Umfahrung auf der A 448. Im Autobahnkreuz Bochum unterquert die A 40 die A 43, im Autobahnkreuz Dortmund-West überquert sie die A 45. Hinter der Schnettkerbrücke endet die A 40 kurz vor der Dortmunder Stadtmitte an der Anschlussstelle Dortmund-Hombruch zur Landesstraße 660 (Wittekindstraße). Dort geht sie in die Bundesstraße 1 über.
Ein Weiterbau der A 40 auf der heutigen B 1-Trasse bis zum Anschluss an die fortführende A 44 bei Unna ist seit Jahrzehnten in Planung, der B 1-Abschnitt wird bereits zur A 40-Trasse gezählt. Die B 1 ist vom Ausbauende A 40 für 5,8 Kilometer bis zum autobahnähnlichen Kreuz Dortmund-Ost mit der Bundesstraße 236 eine sechsspurige Stadtstraße (Rheinlanddamm und Westfalendamm). Auf den folgenden 9,9 Kilometern bis zum Übergang in die A 44 im Autobahnkreuz Dortmund/Unna ist die B 1 autobahnähnlich ausgebaut, für rund 1,5 Kilometer sechsspurig, danach vierspurig. Der Ausbau dieses bereits autobahnähnlichen Teilstücks zu einer durchgehend sechsspurigen Autobahn wurde inzwischen mit ersten Brückenbauwerken begonnen.
Die A 40 wird in Richtung Westen in durchgehender Strecke fortgeführt in der niederländischen Autobahn 67 und der belgischen Autobahn 21 über Eindhoven bis kurz vor Antwerpen. In Richtung Osten bildet die A 44 eine durchgehende Verlängerung bis zur Einmündung in die A 7 im Autobahndreieck Kassel-Süd.
Die A 40 im Ruhrgebiet gehört zu den Autobahnen mit den höchsten Verkehrsaufkommen in Deutschland. Sechs Abschnitte werden mit mehr als 100.000 Fahrzeugen am Tag gezählt. Durch die beengten Räume in den dicht bebauten Großstädten ist die Autobahn teilweise sechsspurig, über weite Strecken jedoch nur vierspurig ausgestattet. Dadurch ist die Belastung je Fahrspur außergewöhnlich hoch. In der ADAC-Staubilanz ist die A 40 zwischen Essen und Dortmund der Autobahnabschnitt mit den meisten Staukilometern je Autobahnkilometer in ganz Deutschland. Die A 40 zwischen Essen und Duisburg hat die viertmeisten Staukilometer je Autobahnkilometer in Deutschland. Im Volksmund wird die Autobahn auch als „Ruhrschleichweg“ oder als „längster Parkplatz des Ruhrgebiets“ bezeichnet.

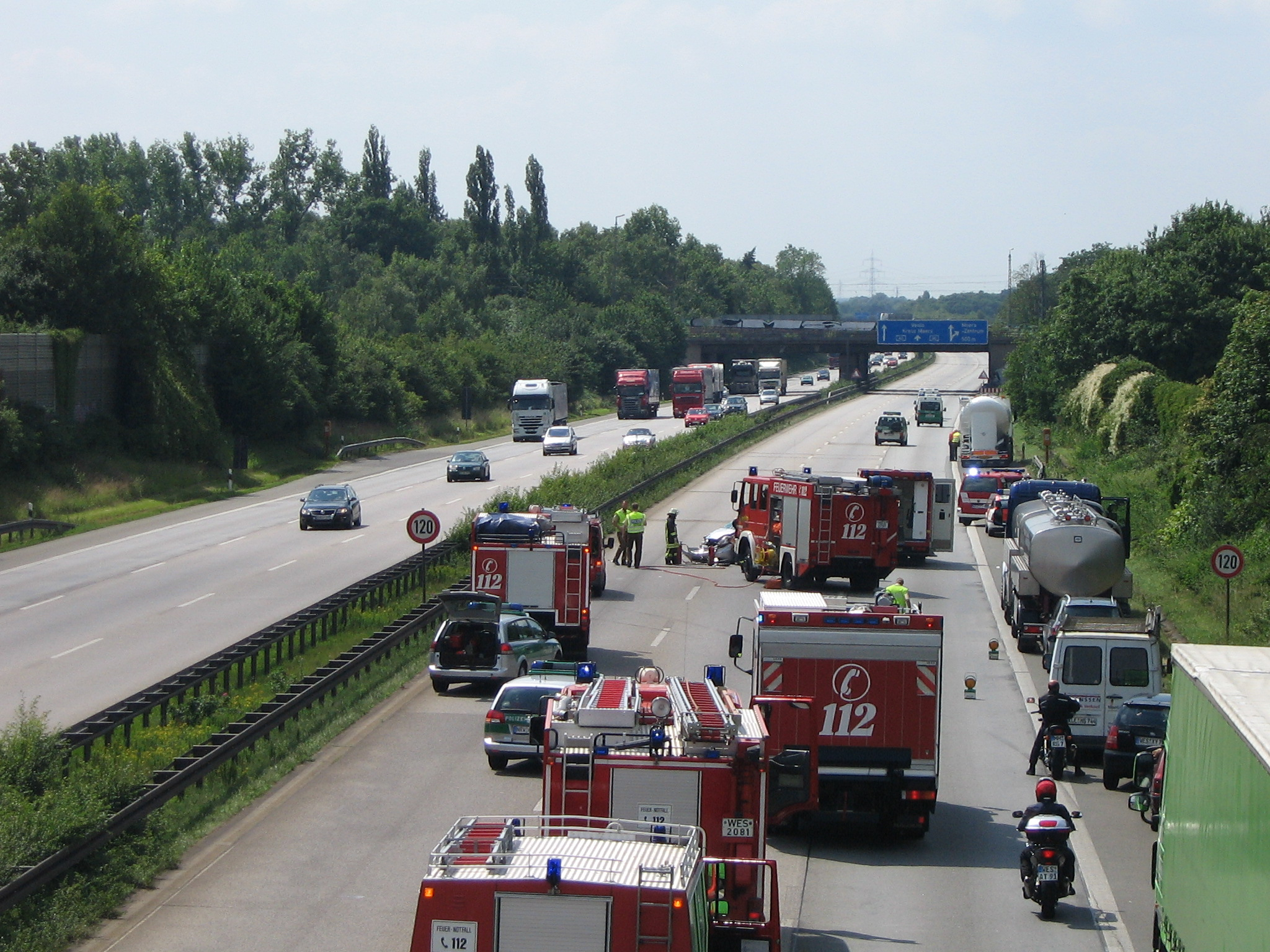
Verkehrsunfall nahe Moers
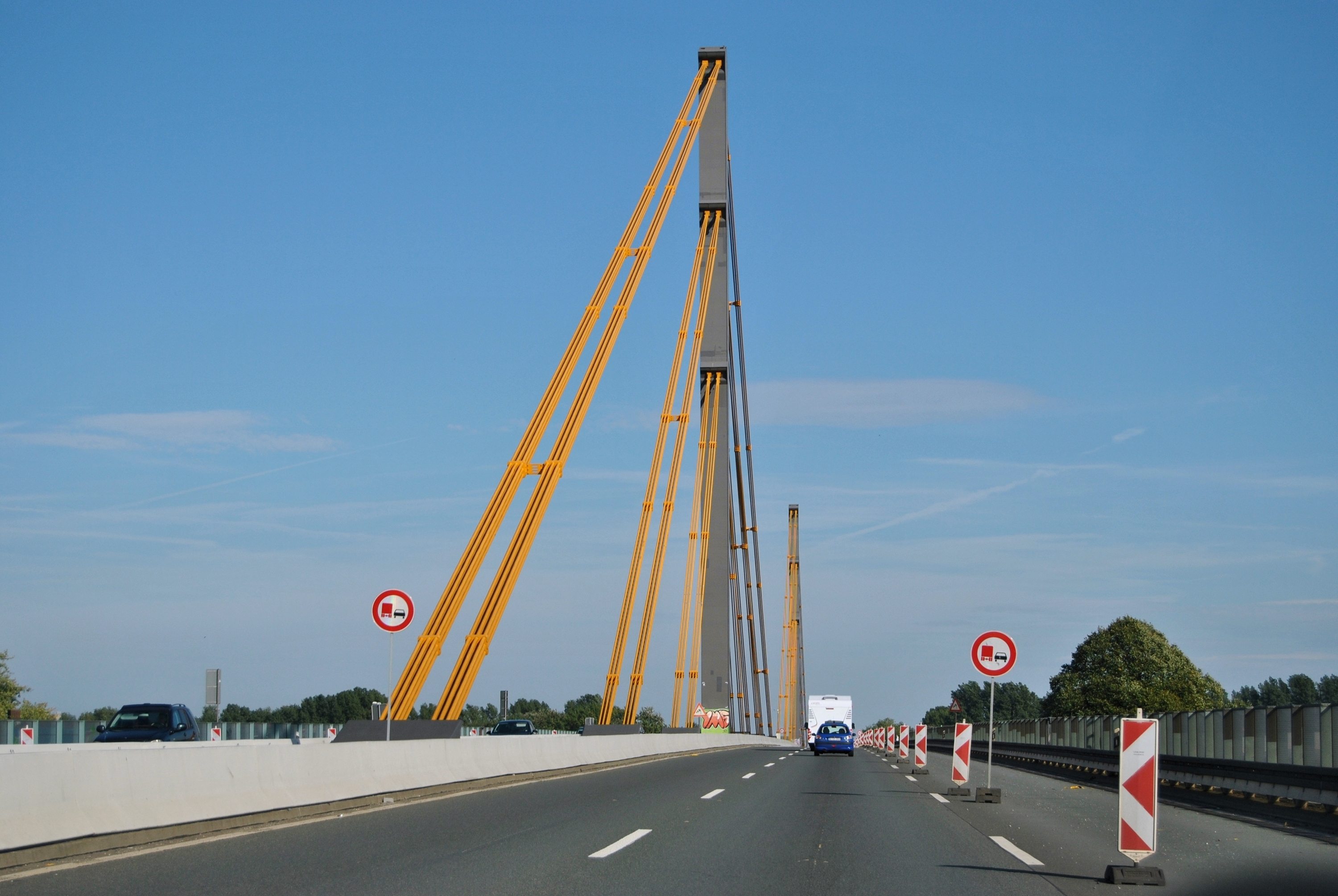
Alte Rheinbrücke Neuenkamp in Duisburg
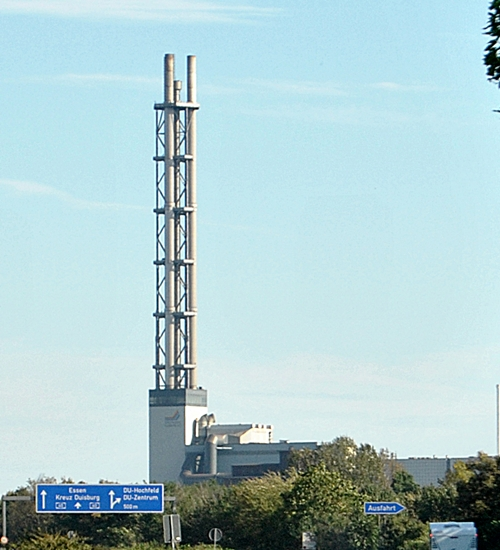
Markante Landmarke in Duisburg: der Stadtwerketurm
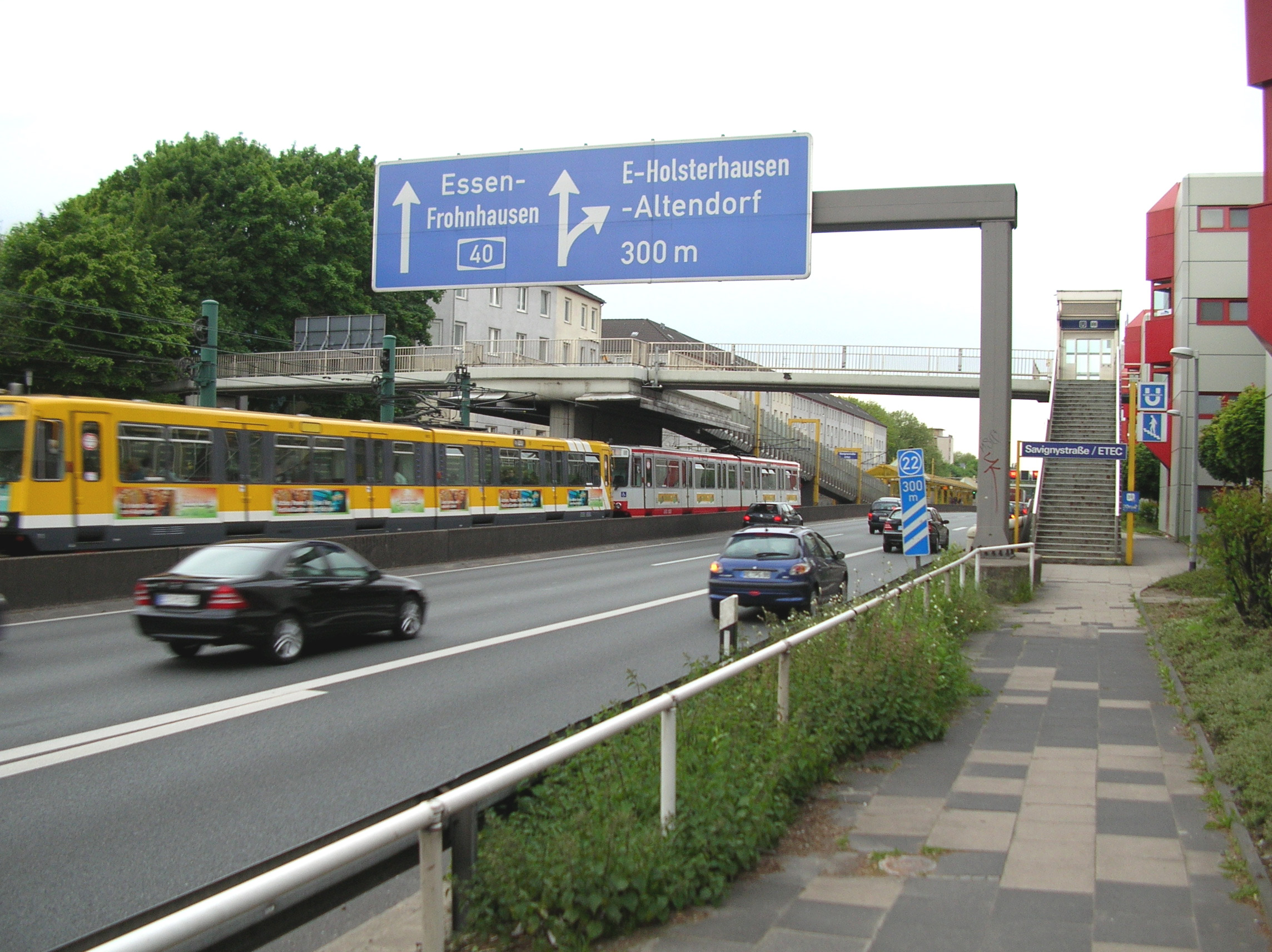
Stadtbahnstrecke in Essen-Holsterhausen
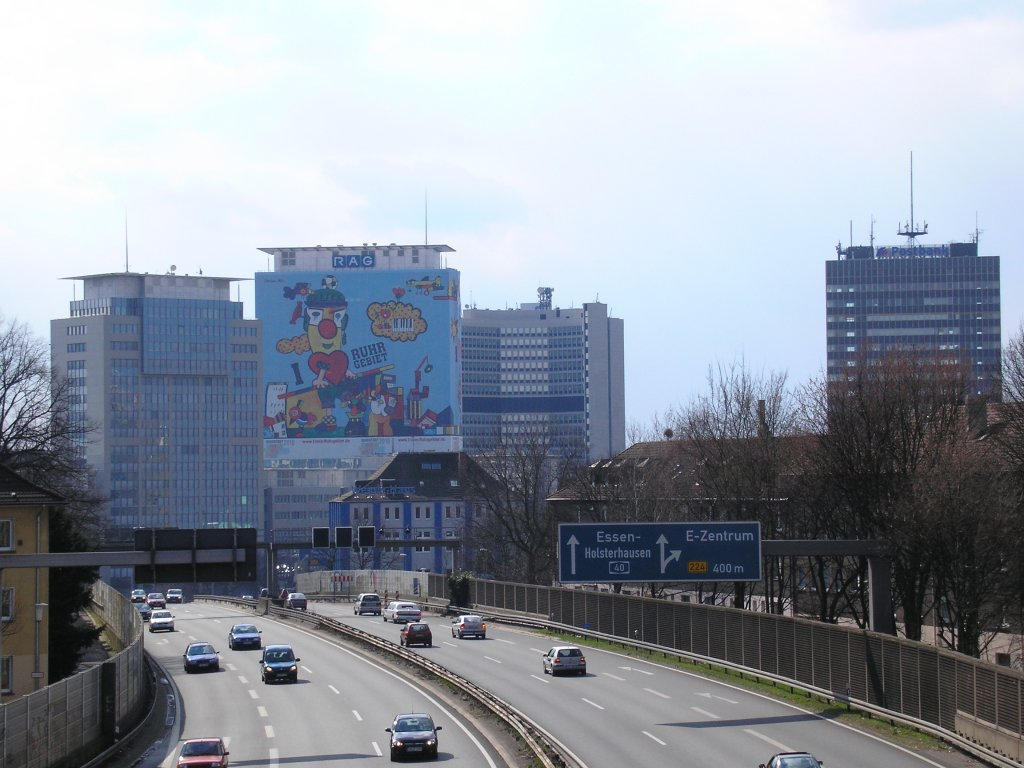
Die Evonik-Hauptverwaltung in Essen
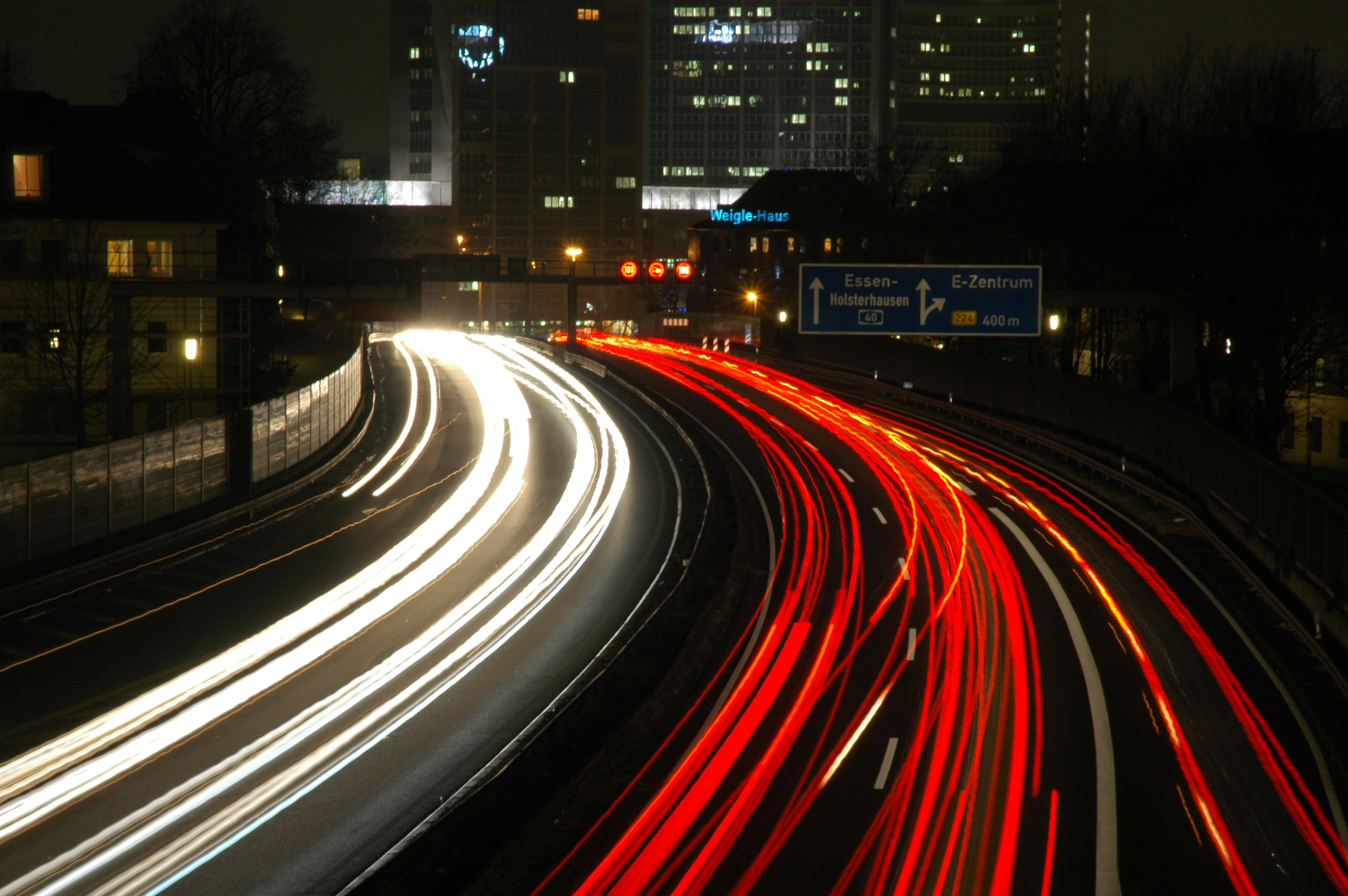
Essen-Huttrop bei Nacht
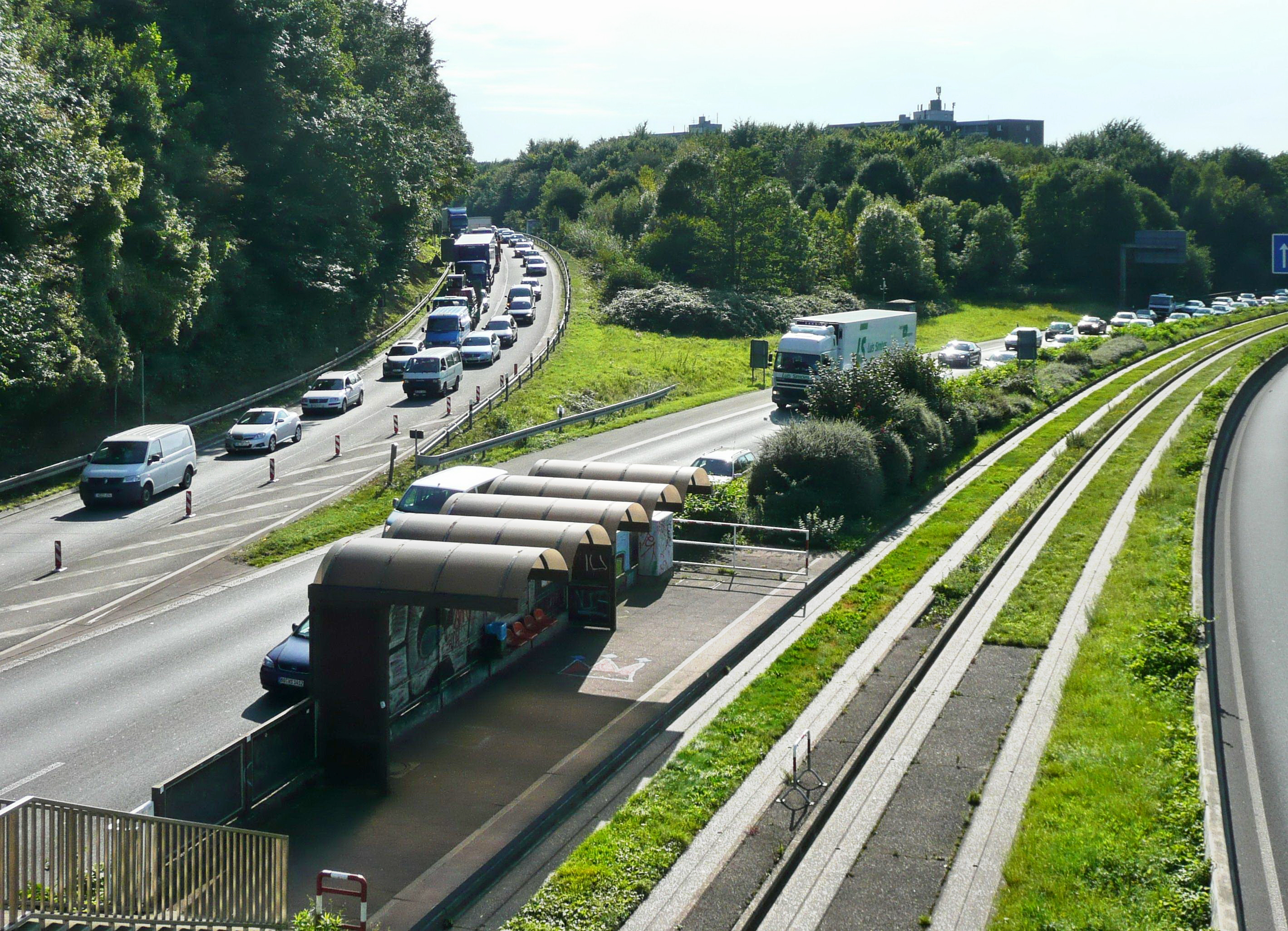
Die Spurbusstrecke am Autobahndreieck Essen-Ost
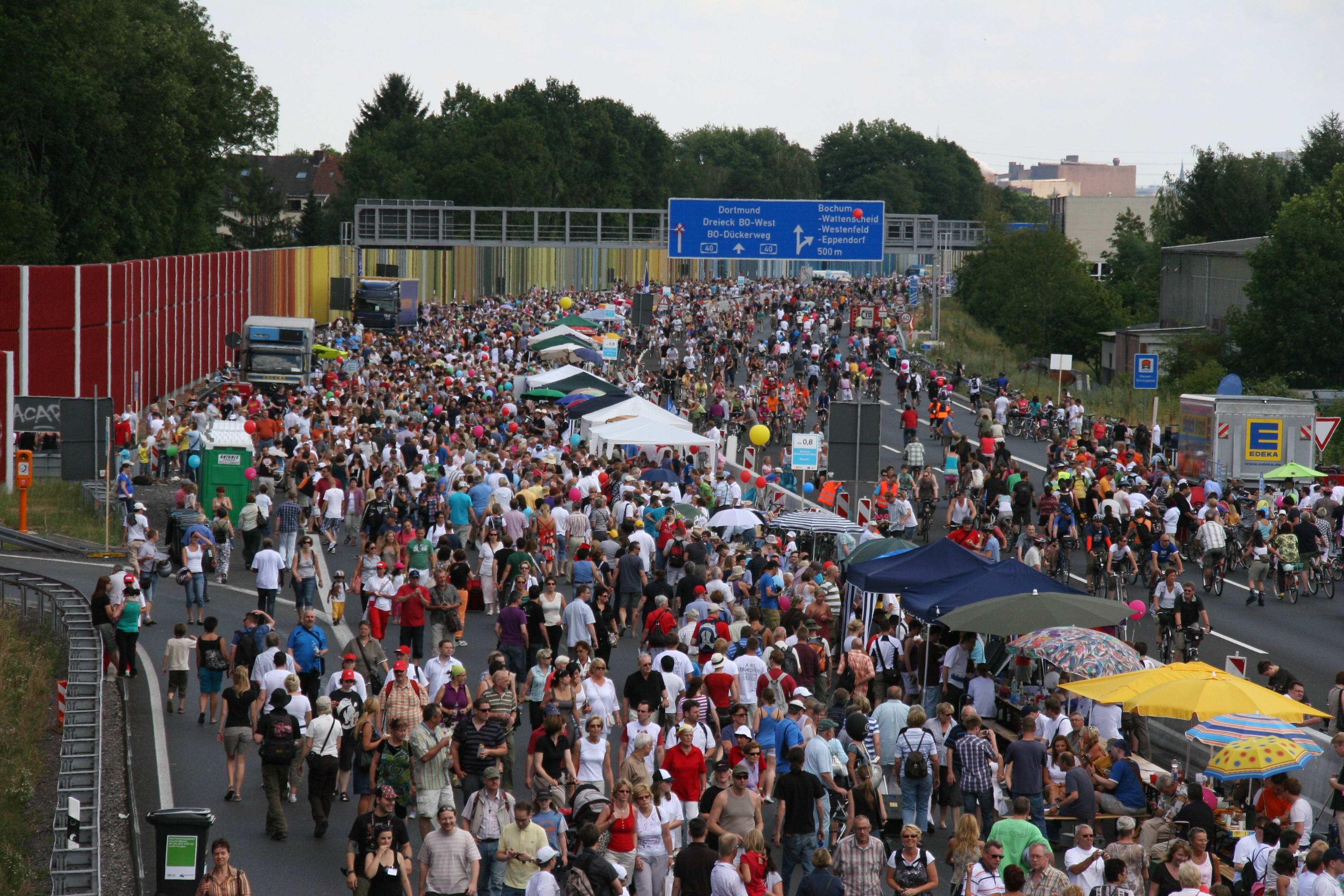
Still-Leben Ruhrschnellweg: Besucher nahe Wattenscheid
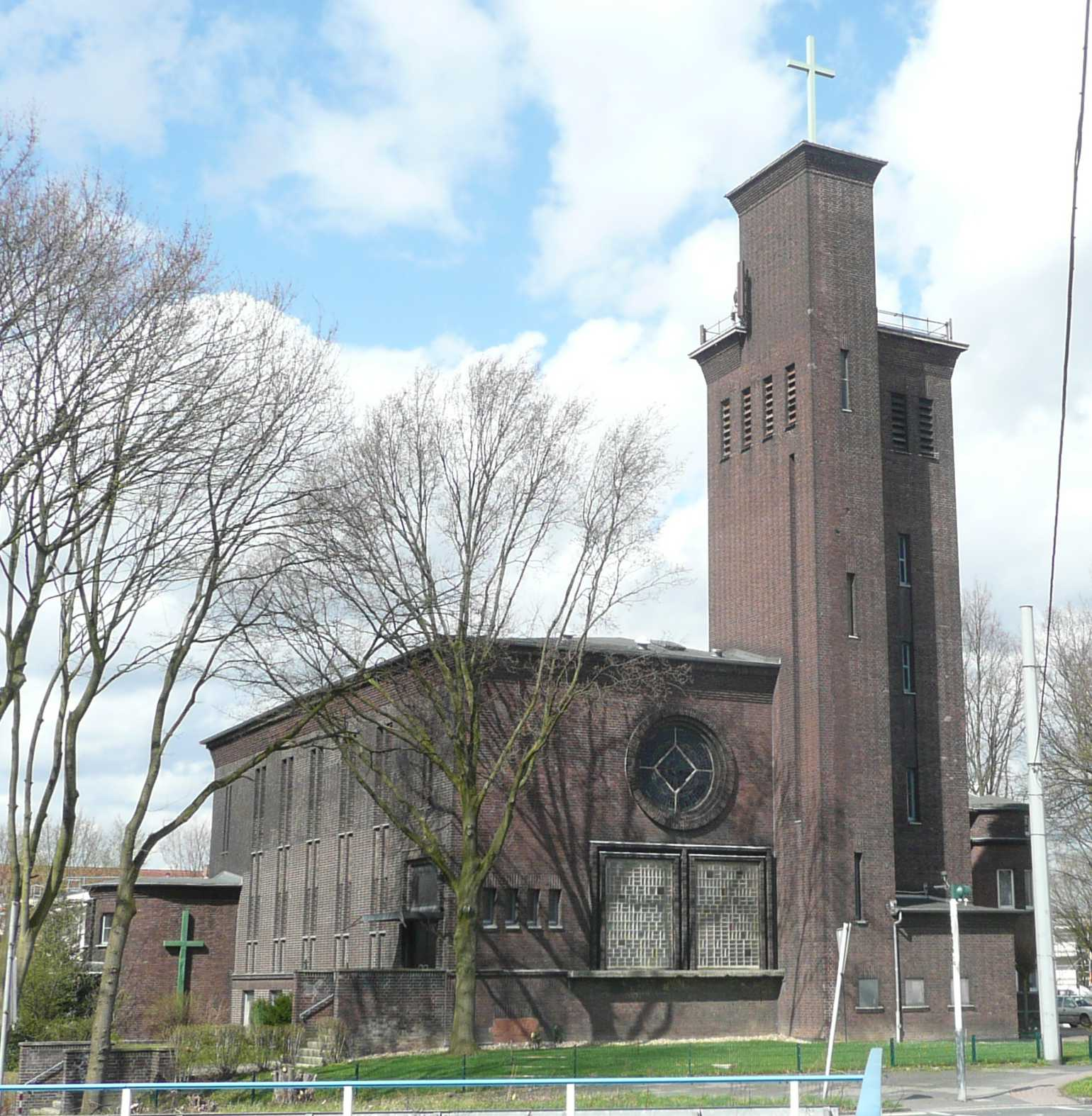
Autobahnkirche Ruhr in Bochum-Hamme
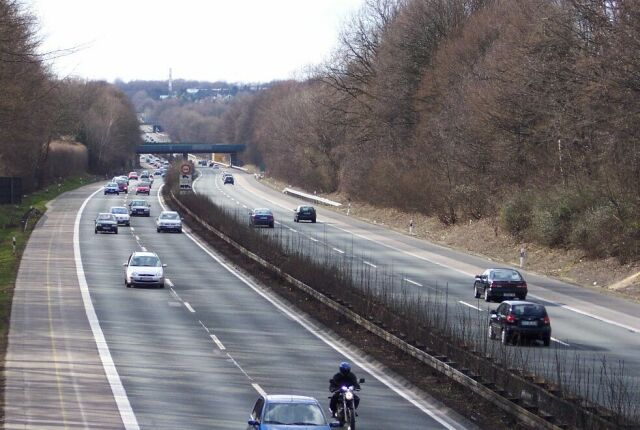
Zwischen Werne und Lütgendortmund vor Umbau
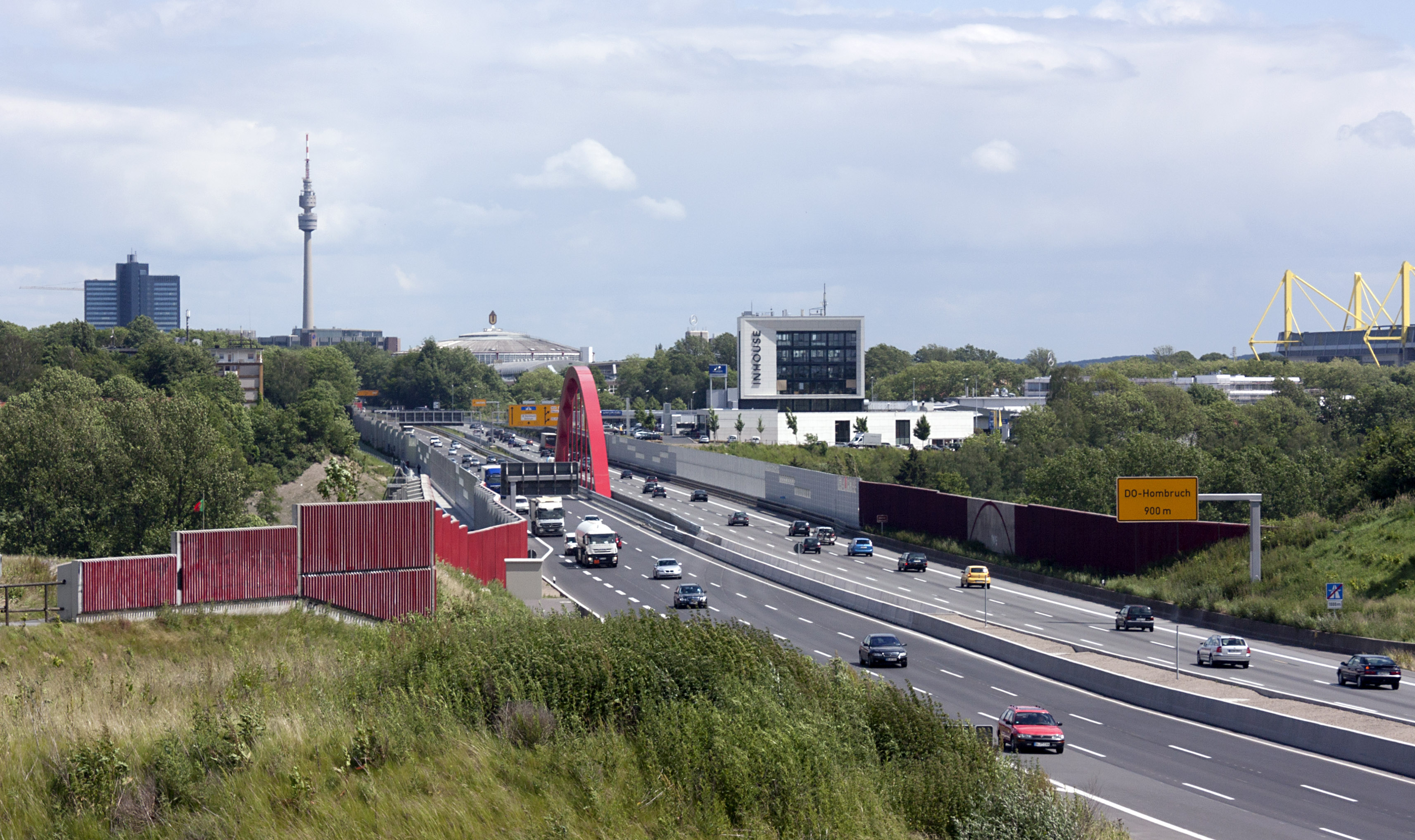
Vorläufiges Ausbauende: die Schnettkerbrücke in Dortmund

## Bauliche Besonderheiten

### Straßenbahn und Spurbus im Mittelstreifen
Beim Bau des Ruhrschnellwegs auf der Trasse vormaliger Stadtstraßen wurden drei Straßenbahnstrecken auf eigenen Gleiskörpern zwischen den Richtungsfahrbahnen beibehalten.
- Zwischen den Anschlussstellen Mülheim-Heißen und Essen-Zentrum verläuft die Strecke der normalspurigen Stadtbahnlinie U18 in der Troglage der Autobahn.

- Zwischen den Anschlussstellen Essen-Huttrop und Essen-Kray blieb eine meterspurige Straßenbahnstrecke erhalten. Diese wurde 1985 im Rahmen eines Pilotprojekts in eine Trasse aus Betonelementen für Spurbusse umgebaut und wird von der Buslinie 146 der Ruhrbahn bedient.[5]

- In Dortmund nutzt die normalspurige Stadtbahnlinie U47 ebenfalls den Mittelstreifen und befährt hier den Westfalendamm oberirdisch fast im gesamten Teilstück, das als Stadtstraße gebaut ist, und weiter den autobahnähnlich ausgebauten Teil bis hinter die Anschlussstelle Dortmund-Stadtkrone Ost.

### Zufahrtsregelungen
An allen Anschlussstellen zwischen Mülheim-Winkhausen und Bochum-Werne regeln Verkehrsleitanlagen, sogenannte Pförtnerampeln, den Verkehrszufluss auf die Autobahn.

## Geschichte

### Bau des Ruhrschnellwegs
Die Planungen für den Ruhrschnellweg begannen 1926, als noch mehr als ein Drittel aller Verkehrsteilnehmer mit Pferdefuhrwerken unterwegs waren. Im Ruhrgebiet war die Strecke damals mit nur einer signalgeregelten Kreuzung in Wattenscheid ausgestattet. 1934 wurde sie in Reichsstraße 1 umbenannt; bis 1935 war deren Ausbau fertiggestellt und wies nun einen neun Meter breiten Querschnitt auf, rund zwanzig Zentimeter weniger als der schmalste Querschnitt heute.
Nach dem Zweiten Weltkrieg wurde die Reichsstraße in Bundesstraße 1 umbenannt. Angesichts des zunehmenden Verkehrs begannen 1952 Überlegungen, die Straße vierstreifig auszubauen, hinzu kam ein vier Meter breiter Mittelstreifen. Zugrundegelegt wurde eine Geschwindigkeit von 80 km/h. Zwischen Wattenscheid und Dortmund sollten zudem Radwege gebaut werden. Ab dem 4. Januar 1954 erfolgte der Spatenstich zum Ausbau der Bundesstraße in Wattenscheid in der Nähe des Bahnhofs. Am 4. November 1955 wurde der erste Abschnitt zwischen Essen-Kray und der Stadtgrenze Wattenscheid / Bochum eröffnet. Im Juli 1957 wurde ein zweiter Abschnitt in Dortmund-Dorstfeld westlich der Schnettkerbrücke fertiggestellt. Auf Bochumer Stadtgebiet wurde in den folgenden Jahren von Hamme bis zu Vierhausstraße weiter ausgebaut. Das vorletzte Teilstück zwischen der Provinzialstraße (Dortmunder Grenze) und der Werner Straße wurde 1961 gebaut. Am 20. Oktober 1962 wurde das letzte Teilstück zwischen der Vierhausstraße und der Werner Straße dem Verkehr übergeben. Für diesen 5 km langen Streckenabschnitt waren 12 Brücken notwendig. Die Kosten beliefen sich für dieses letzte Stück auf 40 Millionen DM.
Am 24. Oktober 1961 wurde der erste Abschnitt in Essen für den Verkehr freigegeben. Im November 1962 war der Abschnitt zwischen der Dortmunder Stadtgrenze und der Ruhrtangente A 1 bei Unna im Massener Kreuz mit einem provisorischen Anschluss an Dortmund-Sölde vollendet. Ein Jahr später wurde das letzte oberirdische Teilstück im Dortmunder Osten zwischen der Ausfahrt Marsbruchstraße und Sölde eingeweiht.
Die provisorische Verbindung über die alte R1 in Sölde wurde nie weiter ausgebaut, stattdessen realisierte man die Verbindung zur Bundesautobahn 44 im Autobahnkreuz Dortmund/Unna Anfang der 1970er Jahre auf einer auf dem Gebiet der Gemeinde Holzwickede weiter südlich verlaufenden Trasse. Ab 1967 wurden die Radwege entlang des Schnellweges zugunsten des Automobilverkehrs zurückgebaut und die Straße verbreitert. Am 25. September 1970 wurde der Ruhrschnellweg-Tunnel in Essen durch Gustav Heinemann eingeweiht.

### Von der A 430 und der A 2 zur A 40
Am 1. Januar 1977 wurde die Bundesstraße 1 lediglich zwischen Bochum-Werne und Mülheim an der Ruhr, und auf neuer Trasse weiter bis zum Kreuz Kaiserberg, zur Bundesautobahn 430 hochgestuft.
Bei der Neuordnung des Autobahnnetzes in Deutschland wurde im April 1992 die A 430 mit Teilen der bisherigen A 2 (Straelen–Kreuz Duisburg-Kaiserberg) zur A 40 zusammengefasst, um die Doppelführung von A 2 und A 3 zwischen den Kreuzen Kaiserberg und Oberhausen zu vermeiden und der gestiegenen Verkehrsbedeutung des Ruhrschnellweges zu entsprechen. Im Zuge dieser Aufwertung wurden zahlreiche Anschlussstellen umbenannt, die zuvor den Namen der anschließenden Stadtstraßen trugen, was nicht dem Standard entsprach, und daher jetzt Stadtteilnamen tragen (beispielsweise Essen, Steeler Straße zu Essen-Huttrop, obwohl sich die Anschlussstelle großteils im Südostviertel befindet).
In Teilen der Politik und in Kreisen der Rhein-Ruhr-Wirtschaft wurde in den 1990er Jahren auf den erwartbar steigenden Verkehr in Ost-West-Richtung hingewiesen; dem Ruhrgebiet drohe ein „Verkehrskollaps“. Diskutiert wurde unter anderem eine zum Ruhrschnellweg parallel verlaufende, privatfinanzierte Tunnellösung zwischen Dortmund und Duisburg, die aber aus Kostengründen nicht weiter verfolgt wurde.
Zwischen März und August 2005 wurden auf der Strecke zwischen Bochum-Werne und dem Autobahnkreuz Dortmund-West die für eine Bundesautobahn vorgeschriebenen blauen Hinweisschilder aufgestellt. Aus Kostengründen war dieser Teilabschnitt – obwohl als Autobahn geführt – noch mit den alten Hinweisschildern der B 1 ausgestattet und als Kraftfahrstraße beschildert. Von August bis Oktober 2004 war der Mittelstreifen auf diesem Abschnitt mit Betonschutzwänden gesichert worden. Vom 2. Mai 2007 bis zum 20. Oktober 2009 wurde der anschließende Abschnitt bis zur neu eingerichteten Anschlussstelle 44 Dortmund-Barop sechsstreifig ausgebaut. Im Zuge der Verbreiterung der Trasse war u. a. das Autobahnkreuz Dortmund-West teilweise modernisiert und die Regenbogenbrücke abgerissen und durch einen Neubau ersetzt worden. Im Dezember 2009 wurde der Streckenteil bis zur Anschlussstelle 45 Dortmund (B1-Abfahrt Hombruch/Lindemannstraße) zur Bundesautobahn 40 aufgewertet. Seit der Freigabe der neugebauten Schnettkerbrücke am 31. Mai 2012 ist er durchgängig sechsstreifig befahrbar. Für diesen Abschnitt liefen Baukosten in Höhe von 99 Millionen Euro auf. Vom 27. April bis zum 25. Juni 2012 wurden jeweils an den Wochenenden die restlichen Sanierungsarbeiten am Autobahnkreuz Dortmund-West realisiert. Vom 30. September 2012 bis Ende 2013 wurde die Fahrbahn des Autobahnabschnitts nach Bochum saniert, der vierstreifig bleibt. Zusätzlich wurden die Sicherheitseinrichtungen und Schilderbrücken erneuert.
Zwischen den Anschlussstellen 6 Kerken und 7 Neukirchen-Vluyn wurde am 19. Mai 2011 die neue Parkplatzanlage Neufelder Heide in Betrieb genommen, die unter anderem die Parkplatznot der LKW lindern soll. 2001 stand die Anlage Neufelder Heide nach jahrelangen Planungen schon einmal kurz vor der Realisierung – wie an den beidseitig der Autobahn gerodeten Waldflächen sichtbar – als von Seiten des Bundesverkehrsministeriums die Anzahl erforderlicher LKW-Standplätze für ganz Deutschland mit erheblich mehr Parkraum neu prognostiziert wurde. Die Anlage wurde daher planerisch vollständig überarbeitet. Die ursprüngliche Planung einer Tank- und Rastanlage wurde dabei aufgegeben, da sich kein Betreiber fand.

### Mehrmonatige Vollsperrung zur Autobahnsanierung

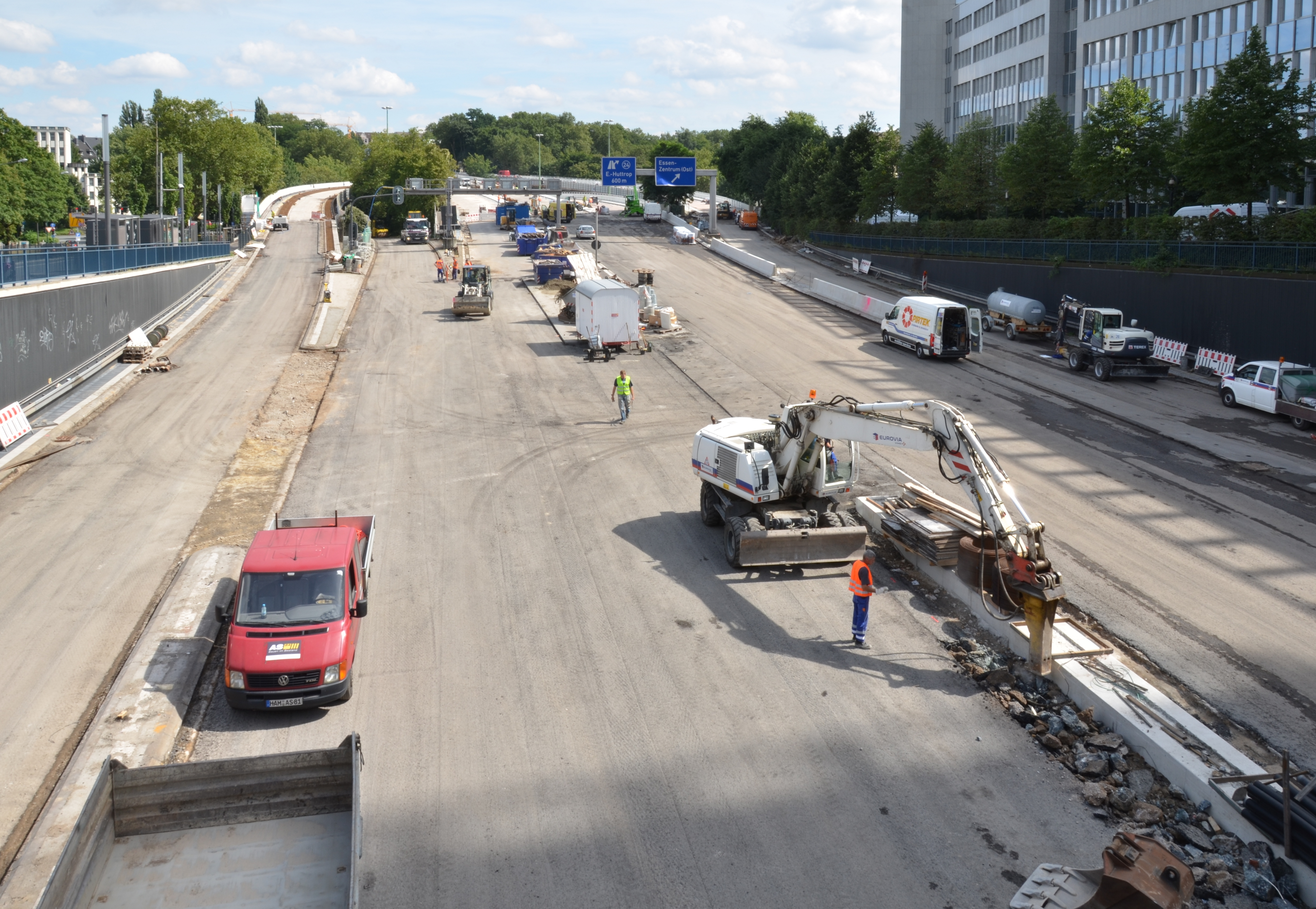
Baustelle A40 Ausfahrt Essen-Zentrum August 2012

Im Sommer 2012 wurde in einem deutschlandweit einzigartigen Projekt ein Teilstück der A 40 für Sanierungsarbeiten monatelang stillgelegt. Auf dem besonders stark befahrenen Abschnitt zwischen der Anschlussstelle Essen-Zentrum und dem Autobahndreieck Essen-Ost wurden für rund 20 Millionen Euro zeitgleich der Ruhrschnellweg-Tunnel nachgerüstet, mehrere Brücken saniert und abschließend die Fahrbahnoberfläche erneuert. Durch die konzentrierte Ausführung während einer Vollsperrung wollte der planende Baubetrieb Straßen.NRW die Bauzeit von geschätzten zwei Jahren auf weniger als drei Monate verkürzen. Das Unternehmen rechnete dabei mit um 2 Millionen Euro niedrigeren Baukosten sowie mit volkswirtschaftlichen Einsparungen von 3,5 Millionen Euro durch vermiedene Staus. Der nordrhein-westfälische Verkehrsminister befand es für besser, „die Baustelle ins Büro zu verlagern, dann werden die Bauarbeiten später günstiger“. Das Vorhaben fand bundesweite Beachtung und wurde viel diskutiert. Ferdinand Dudenhöffer, Professor für Automobilwirtschaft, prognostizierte „zahlreiche Verstopfungen“ und nannte die Planung „stümperhaft und verantwortungslos“.
Die Autobahn wurde am 7. Juli 2012 gesperrt. Um die Umleitungen über die Autobahnen A 3, A 42, A 43 und A 52 sowie innerhalb der Stadt Essen zu gewährleisten, wurden weiträumig rund 260 zusätzliche Verkehrsschilder aufgestellt. Auch Ampelschaltungen wurden geändert, um den Durchgangsverkehr bevorzugt zu befördern. Entgegen den geäußerten Befürchtungen blieben Großstaus vollständig aus. Ein Stauforscher machte als eine der Ursachen aus, dass durch die starke öffentliche Berichterstattung über die Sperrung viele Autofahrer die Umgebung mieden. Messungen ergaben, dass der Verkehr auf den Umleitungs-Autobahnen A 42 und A 52 um 11 bzw. 50 Prozent zwar stark zunahm, die Fahrgeschwindigkeit sich jedoch lediglich um 3 bzw. 20 Prozent verringerte. Die sanierte Strecke wurde planmäßig am 30. September 2012 für den Verkehr freigegeben. Der Erfolg des Plans wurde von allen Seiten gelobt und als Modell für weitere Sanierungsvorhaben eingestuft.
Die Projektleiterin Bau des Landesbetriebs Straßenbau Nordrhein-Westfalen, Annegret Schaber, wurde im Januar 2015 mit dem Roland Gutsch Project Management Award 2014 der Deutschen Gesellschaft für Projektmanagement ausgezeichnet. „Mit der Strategie '3 statt 24' ist das Projekt ein äußerst erfolgreiches Beispiel, wie notwendige Infrastrukturmaßnahmen in Deutschland effizient und verkehrsschonend umgesetzt werden können“, so Silke Schönert, Professorin für Projektmanagement und Business Information Systems an der Rheinischen Fachhochschule Köln, in der Laudatio. Zudem sei das Projekt durch vorbildliches Stakeholder-Management herauszuheben.

### Ausbau der A 40 statt Parallel-Autobahn A 44

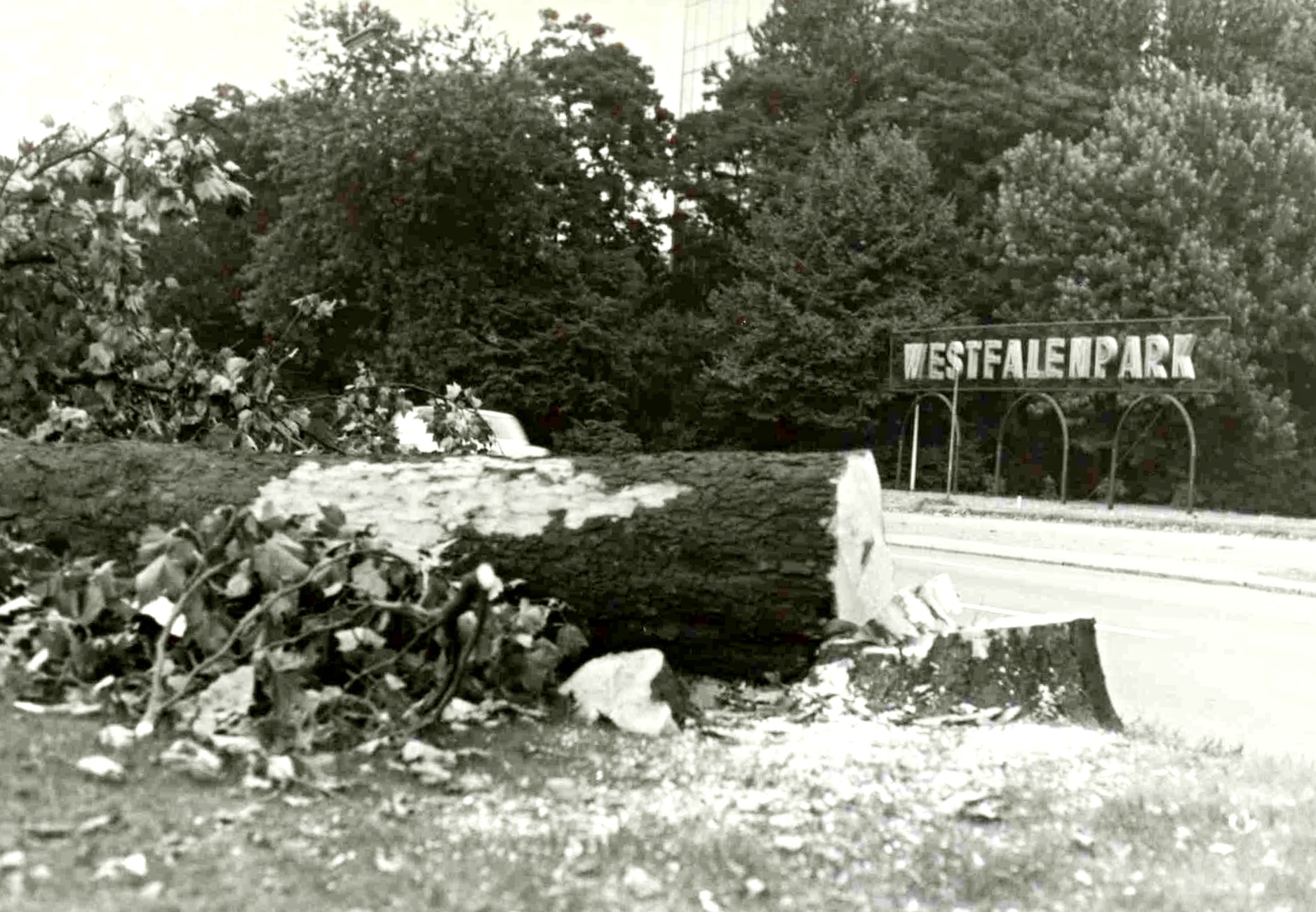

Nach dem 1971 in Kraft getretenen „Plan für den Ausbau der Bundesfernstraßen in den Jahren 1971 bis 1985“ sollte nur wenige Kilometer südlich des Ruhrschnellwegs parallel eine weitere Autobahn neu gebaut werden. Nach der Zuordnung dieser Strecke zur Autobahn 44 wurde sie mit dem Namen „DüBoDo“ bezeichnet, um das Ziel einer durchgehenden Autobahnverbindung von Düsseldorf über Bochum nach Dortmund zum Ausdruck zu bringen. Diese Planungen wurden nicht realisiert. Lediglich zwischen Bochum und Dortmund wurde ein Teilstück gebaut, das die A 43 und die A 45 verbindet. Angesichts hoher Kosten und des Widerstands der Bevölkerung wurde der Weiterbau durch den Dortmunder Süden bis Unna bereits Mitte der 1970er Jahre verworfen, die Trasse zwischen Velbert und Bochum ist seit 2003 nicht mehr vorgesehen.
Stattdessen soll die Verbindung des westlichen und des östlichen Abschnitts der A 44 über die A 40 hergestellt werden. Die A 44 wurde von Velbert in Richtung Norden weitergebaut, wo der Verkehr in die Essener Stadtstraßen geleitet wird und zur A 52 weitergeführt wird, die am Autobahndreieck Essen-Ost in die A 40 mündet. Ab dem Autobahndreieck Bochum-West nach Osten wurde die A 448 neu eingerichtet, die parallel zur A 40 durch den Bochumer Süden und – durch Eingliederung des bisherige Teilstücks der A 44 – weiter bis zum Autobahnkreuz Dortmund/Witten führt.
Zwischen diesen beiden Autobahndreiecken soll die A 40 den gesamten Autobahnverkehr aufnehmen. Aus Richtung Osten münden vier Autobahnspuren der A 40 und der A 448 ein, aus Richtung Westen der Verkehr von insgesamt sieben Autobahnspuren der A 40, der A 44 und der A 52. Dazwischen wurde die A 40 zumindest auf drei Spuren je Richtung ausgebaut. Der Abschnitt von Essen bis Bochum-Wattenscheid wurde im Dezember 2010 fertiggestellt und im November 2011 vollständig freigegeben. Der folgende Abschnitt bis zum Autobahndreieck Bochum-West wurde im Mai 2012 abgeschlossen. Das Autobahndreieck selbst wurde im Juni 2015 für den Verkehr freigegeben.
Als Ersatz für die ausbaubedingt weggefallenen Zufahrten zu zwei Bochumer Tankstellen wurde der Parkplatz Somborn an der Stadtgrenze Bochum/Dortmund zur Rastanlage Beverbach ausgebaut. Der ausgebaute Parkplatz, der den östlichen Teil auf der Gemarkung Dortmund-Kley einnimmt, wurde im November 2013 eröffnet, die Tankstelle und Rastanlage, die auf der Gemarkung Bochum-Langendreer liegt, im Oktober 2014. Am östlichen Zugang zum Rasthof wurde als Besonderheit ein rund 16 Meter hoher Aussichtsturm in Form eines Fördergerüsts errichtet, der über zwei Aussichtsplattformen verfügt, von denen die untere auch barrierefrei mit einem Aufzug erreichbar ist.
Im Anschluss an den Ausbau wurde die Anschlussstelle Essen-Frillendorf verlegt. Auffahrt- und Abfahrtspuren von Autobahndreieck Essen-Ost und Anschlussstelle Frillendorf waren weniger als 300 Meter voneinander entfernt, dadurch bildete die Stelle über Jahrzehnte einen Unfallschwerpunkt. Der Neubau der Anschlussstelle rund einen Kilometer weiter östlich dauerte durch Schwierigkeiten beim Grundstückserwerb und bei den Bauarbeiten der Anschlussstraßen insgesamt fast ein Jahrzehnt und wurde im Mai 2020 abgeschlossen.

### Tanklastzug-Brand und mehrwöchige Vollsperrung
Am 17. September 2020 steuerte ein alkoholisierter Fahrer in Mülheim an der Ruhr einen Tanklastzug gegen einen Brückenpfeiler der die A 40 überquerenden Bahnstrecke Witten/Dortmund–Oberhausen/Duisburg. 35.000 Liter Kraftstoff verbrannten unter den Brücken, das Feuer war bis zu 1000 Grad heiß. Das mittlere von insgesamt fünf benachbarten Brückenbauwerken mit den beiden Gleisen der Hauptstrecke Essen Richtung Duisburg wurde durch das Feuer irreparabel beschädigt und wurde sofort abgerissen. Auch die Fahrbahn der Autobahn wurde durch den Brand stark beschädigt und musste erneuert werden. Nach zweieinhalb Wochen Vollsperrung wurde die Autobahn wieder freigegeben. Nach weiteren Untersuchungen stellte sich heraus, dass zwei benachbarte Brücken durch die Hitzeentwicklung ebenfalls so stark beschädigt waren, dass sie ebenfalls abgerissen werden mussten. Der Aufbau einer Eisenbahn-Behelfsbrücke war Ende Dezember 2020 abgeschlossen. Anfang des gleichen Monats hatte der Abriss der benachbarten Brücken stattgefunden, wobei die Autobahn erneut zeitweise vollgesperrt war. Weitere Vollsperrungen für Folgearbeiten erfolgten über Ostern 2021 und im Mai 2021, wo zwei weitere Behelfsbrücken für die Eisenbahn installiert wurden.

## Bauvorhaben und Planungen

### Neubau der Rheinbrücke in Duisburg
Die Rheinbrücke Neuenkamp der A 40 wurde von 1966 bis 1970 gebaut und entsprechend dem damaligen Bedarf für 30.000 Fahrzeuge am Tag ausgelegt. Inzwischen wird sie von mehr als 100.000 Fahrzeugen täglich befahren, bis 2030 wird mit einem weiteren Anstieg auf 126.500 Fahrzeuge gerechnet. Daher ist ein vollständiger Neubau der Brücke geplant und zum Teil bereits fertiggestellt. Die neue Brücke soll aus zwei separaten Bauwerken mit jeweils vier Fahrspuren bestehen. Dazu passend wird die A 40 zwischen den Anschlussstellen Duisburg-Homberg und Duisburg-Häfen auf einer Gesamtlänge von 3,5 Kilometern achtspurig ausgebaut. Das erste Brückenbauwerk entstand zwischen 2020 und 2023 und nimmt seit dem 6. November 2023 sechsspurig den laufenden Verkehr auf. Danach wird die alte Brücke abgerissen und durch das zweite Brückenbauwerk ersetzt. Dessen Fertigstellung und die Freigabe aller acht Spuren wird für 2026 geplant. Die Kosten des gesamten Projekts wurden 2019 vom Bundesverkehrsministerium mit 366 Millionen Euro geplant. Wenige Monate nach dem Baubeginn rechnete die Projektmanagementgesellschaft mit Kosten in Höhe von rund 500 Millionen Euro. Im Jahr 2023 wurde die Baukosten mit 600 Millionen Euro angegeben. Als Hauptgrund wurde die gute Konjunkturlage beim Großprojektebau angegeben, die zu höheren Preisen geführt habe.

### Ausbau Kreuz Moers – Kreuz Duisburg
Über die Umgebung der Rheinbrücke hinaus gibt es im Bundesverkehrswegeplan 2030 eine Planung für den Ausbau der gesamten 12,0 Kilometer zwischen der A 57 und der A 59 auf acht Spuren. Das Vorhaben wurde als „Weiterer Bedarf mit Planungsrecht“ eingestuft. Für den 7,2 Kilometer langen westlichen Abschnitt vom Autobahnkreuz Moers bis zur Anschlussstelle Duisburg-Homberg wurden mit Stand 2014 die Gesamtkosten auf 69,5 Millionen Euro geschätzt. Für den 4,8 Kilometer langen östlichen Abschnitt weiter bis zum Autobahnkreuz Duisburg wurden die Gesamtkosten einschließlich Rheinbrücke mit 275,9 Millionen Euro geschätzt. Davon werden mit dem Neubau der Brücke nun 3,5 Kilometer realisiert, es verbleiben noch 1,3 Kilometer zwischen der Anschlussstelle Duisburg-Häfen und dem Kreuz Duisburg.

### Ausbau Kreuz Kaiserberg – Essen-Frohnhausen
Auf insgesamt 12,3 Kilometern durch das gesamte Stadtgebiet von Mülheim an der Ruhr soll die A 40 auf sechs Spuren ausgebaut werden. Die Planung im Bundesverkehrswegeplan 2030 besteht aus drei Teilabschnitten, die alle in die höchste Kategorie „Vordringlicher Bedarf mit Engpassbeseitigung“ eingestuft wurden. Die Gesamtkosten des Vorhabens werden auf 253,8 Millionen Euro geschätzt. 2017 wurde die Umweltverträglichkeitsprüfung abgeschlossen. Danach werden für die drei Teilabschnitte eigene Planungsverfahren eröffnet. Der Nutzen des Bauvorhabens wird bezweifelt, weil der Verkehr ab Essen-Frohnhausen auf vier Autobahnspuren beschränkt bleibt und in bereits hoch belastete Essener Stadtstraßen gelenkt wird. Der Mülheimer Bundestagsabgeordnete bezeichnet die drohenden Verkehrsverhältnisse als einen „Dauerstau mit Ansage“.

### Ausbau Essen-Frohnhausen – Dreieck Essen-Ost
Auch für den folgenden Autobahnabschnitt bis zur Einmündung der A 52 gibt es eine Planung zum Ausbau auf sechs Fahrspuren. Sie ist im Bundesverkehrswegeplan 2030 in die niedrige Kategorie „Weiterer Bedarf mit Planungsrecht“ eingestuft. Für den Ausbau des 5,9 Kilometer langen Abschnitts durch die Mitte von Essen wurden 2014 Gesamtkosten von 409 Millionen Euro geschätzt.
Die A 40 führt in diesem Abschnitt durch die dichtestbesiedelten Stadtteile von Essen. Durch die Baugeschichte als ehemalige Stadtstraße stehen in den Stadtteilen Frohnhausen, Holsterhausen, Südostviertel und Huttrop über mehrere Kilometer viergeschossige Häuserzeilen größtenteils in Blockrandbebauung unmittelbar an der Autobahn. Der Ausbau zur Schnellstraße wurde von der Anschlussstelle Essen-Frohnhausen bis zum Ruhrschnellweg-Tunnel sowie von der Anschlussstelle Essen-Huttrop bis zum Autobahndreieck Essen-Ost in Troglage realisiert, um die zahlreichen angeschlossenen und querenden Stadtstraßen niveaugleich halten zu können. Im Stadtzentrum führt der 1970 eröffnete Ruhrschnellweg-Tunnel zwischen dem Hauptbahnhof, der U-Bahn und dem Hochhausviertel hindurch. In diesem beengten Raum wäre ein Ausbau mit zahlreichen aufwändigen Bauwerken und außergewöhnlich hohen Kosten verbunden. In einem Übersichtslageplan werden alleine 22 Ingenieurbauwerke aufgeführt, das sind jede 250 Meter eines.

### Ausbau Dreieck Bochum-West – Kreuz Dortmund-West
Zwischen den Anschlüssen der A 448 und der A 43 ist der Ausbau von vier auf sechs Fahrspuren geplant. Das Vorhaben ist im Bundesverkehrswegeplan 2030 in die höchste Kategorie „Vordringlicher Bedarf mit Engpassbeseitigung“ eingestuft. Für eine Strecke von 8,5 Kilometern wurden Gesamtkosten von 222,0 Millionen Euro geschätzt. Auch der anschließende Abschnitt bis zum Kreuz mit der A 45 soll sechsspurig ausgebaut werden. Das Vorhaben wurde im Bundesverkehrswegeplan 2030 in die zweithöchste Kategorie „Vordringlicher Bedarf“ eingestuft. Für eine Strecke von 8,0 Kilometern wurden Gesamtkosten von 140,3 Millionen Euro geschätzt. Konkret in Planung ist der Ausbau des Autobahnkreuzes Bochum. Sowohl die A 40 zwischen den Anschlussstellen Bochum-Harpen und Bochum-Werne als auch die A 43 sollen in einem Vorgang auf sechs Spuren erweitert werden. Das Planfeststellungsverfahren soll 2022 beginnen, der Baubeginn wird für 2025 angestrebt. Die weiteren Abschnitte sind in einem frühen Planungsstadium. Es werden unterschiedliche Gutachten einholt, um konkrete Bauvorschläge ausarbeiten zu können.

### Weiterbau Dortmund-Hombruch – Kreuz Dortmund/Unna
Im Bundesverkehrswegeplan ist ein Weiterbau der A 40 auf der B 1-Trasse bis zum Anschluss an die A 1 und die A 44 im Autobahnkreuz Dortmund/Unna geplant. Die heutige B 1 ist von der Anschlussstelle Dortmund-Hombruch bis zum autobahnähnlichen Kreuz Dortmund-Ost für 5,8 Kilometer eine sechsspurige Stadtstraße. Vom Kreuz Dortmund-Ost bis zum Kreuz Dortmund/Unna ist sie auf 9,9 Kilometern bereits autobahnähnlich ausgebaut, für rund 1,5 Kilometer sechsspurig, danach vierspurig.
Für den Ausbau der B 1 zur A 40 in dem Abschnitt durch die dicht bebaute Dortmunder Stadtmitte gibt es eine Planung mit zwei Tunneln von 1,5 und 1,6 Kilometern Länge. Noch mehr als der Ausbau durch die Essener Stadtmitte wäre dieser Autobahnneubau außerordentlich teuer. In den Planungen des Bundesverkehrswegeplans 2030 wurden für 6,2 Kilometer Ausbaustrecke Gesamtkosten von 794,4 Millionen Euro (Preisstand 2014) geschätzt, das sind fast 130.000 Euro je Meter.
In der Stadt ist das seit Jahrzehnten betriebene Vorhaben „B 1-Tunnel“ umstritten. Die Befürworter erhoffen sich, dass in der stark belasteten Dortmunder Stadtmitte ein großer Teil des Autoverkehrs unter der Erde verschwindet. Die Gegner befürchten, dass noch zusätzlicher Autoverkehr angelockt wird und die Abgas- und Lärmbelastung weiter steigt. 2009 wurde eine fertiggestellte und beschlossene Planung nach Anwohnerklagen vom Oberverwaltungsgericht Münster wegen eines gravierenden Fehlers für rechtswidrig erklärt. Danach musste die Planung samt aller erforderlichen Gutachten von vorne begonnen werden. Bei Bund und Land genießt das Projekt keine nennenswerte Unterstützung. Im ersten Entwurf für den Bundesverkehrswegeplans 2030 war der A 40-Bau durch die Stadtmitte nicht mehr enthalten. Erst auf Protest aus der Dortmunder Politik wurde er nachträglich in der zweitniedrigsten Kategorie „Weiterer Bedarf mit Planungsrecht“ aufgenommen. Im 2018 vorgestellten „Masterplan“ für den Fernstraßenbau des nordrhein-westfälischen Verkehrsministeriums ist eine Planungstätigkeit für das Projekt nur für den Fall vorgesehen, dass über die dringlichen Projekte hinaus Planungskapazitäten zur Verfügung stehen.
Der bereits autobahnähnliche B 1-Abschnitt hinter dem Kreuz Dortmund-Ost wird derzeit zu einer durchgehend sechsspurigen Autobahn ausgebaut. Das Vorhaben ist im Bundesverkehrswegeplan 2030 in die höchste Kategorie „Vordringlicher Bedarf mit Engpassbeseitigung“ eingestuft. Für eine Ausbaustrecke von 9,5 Kilometern wurden 2014 Gesamtkosten von 96,6 Millionen Euro geschätzt. Zur Vorbereitung wurde bis 2016 die zwischen den beiden Richtungsfahrbahnen verlaufende Stadtbahnlinie U47 in einem Tunnel unter der südlichen Richtungsfahrbahn durchgeführt, so dass sie kreuzungsfrei aus der Trasse abbiegen kann. Das Planfeststellungsverfahren für den Ausbau zur A 40 wurde 2016 abgeschlossen. Ab 2018 wurden zwei querende Brücken abgerissen und verbreitert neu gebaut. Im Oktober 2021 begann der sechsstreifige Ausbau. Die Fertigstellung der ausgebauten Autobahn wird für 2026 angestrebt.

### Neubau der so genannten Schlachthofbrücke in Bochum
Die alte 66 Meter lange A40-Brücke über die Bahnstrecke am Schlachthof in Bochum, zwischen den Anschlussstellen Bochum-Hamme und Bochum-Zentrum-Hofstede, wurde 1959 errichtet. Im Jahr 2019 wurden bei einer Nachrechnung erhebliche statische Defizite  festgestellt, so dass die Brücke seit 2020 per elektronischem Monitoring überwacht wurde. Im August 2024 wurde sie abgerissen. Vorarbeiten begannen im Jahr 2023 mit dem Bau der neuen Pfeiler und Widerlager für die neue Brücke bereits vor dem Abriss der alten. Eine Vollsperrung der Autobahn zwischen dem 7. August und November 2024 war vorgesehen. Aufgrund von Verzögerungen durch die Baufirmen verlängerte sich die Sperrung bis zum 13. Dezember 2024. Die Umleitungsstrecke führte über die Stadtautobahn A 448 ab dem Autobahndreieck Bochum-West. Auch die unterführende Bahnstrecke wurde zeitweise gesperrt. Die neue Brücke ist für einen möglichen sechsstreifigen Ausbau vorbereitet.

## Sonstiges
Am 14. November 2007 wurde zur Reduzierung der Lärm- und Abgasbelastung der Anwohner in Dortmund an der östlichen Verlängerung der A 40, der Bundesstraße 1 zwischen der B 54 im Westen und der B 236 im Osten, die zulässige Höchstgeschwindigkeit von 60 km/h bzw. 70 km/h auf 50 km/h beschränkt.
Seit dem 12. Februar 2008 ist der Ruhrschnellweg zwischen den Autobahnkreuzen Dortmund-West (als A 40 mit der A 45) und Dortmund-Unna (als A 44 mit der A 1) in den Nachtstunden für LKW-Durchgangsverkehr gesperrt.
Am 30. Mai 2010 wurde in der Nähe der Anschlussstelle Bochum-Hamme (33) die Autobahnkirche RUHR (Epiphanias-Kirche) eingeweiht.
Zum 1. Juli 2019 hat das Verwaltungsgericht Gelsenkirchen für das durch das Essener Stadtgebiet führende Teilstück der BAB 40 die Einführung eines Fahrverbotes für Fahrzeuge mit besonders hohem Schadstoffausstoß, darunter vor allem Dieselfahrzeuge, bestimmt. Damit wurde in Deutschland erstmals ein Fahrverbot auf einer Autobahn aus Gründen der Umweltschutzes ausgesprochen. Gegen das Urteil wurde durch die Landesregierung NRW Berufung eingelegt.
Im Juli 2023 gab die Stadt Essen bekannt, dass sie das Tempolimit auf dem Innenstadtabschnitt, aufgrund zu hoher Stickoxidwerte, von 80 km/h auf 60 km/h reduzieren würde. Diese Regelung trat am 7. September 2023 in Kraft.
Die Bundesautobahn 40 wirkt in der betroffenen Stadtregion als soziale Trennlinie, da sie den urbanen Raum in einen nördlichen und einen südlichen Bereich unterteilt. Im Norden leben überdurchschnittlich viele Menschen mit niedrigem Einkommen, während im Süden eher einkommensstärkere Bevölkerungsgruppen konzentriert sind.

## Die A 40 in Kunst und Medien

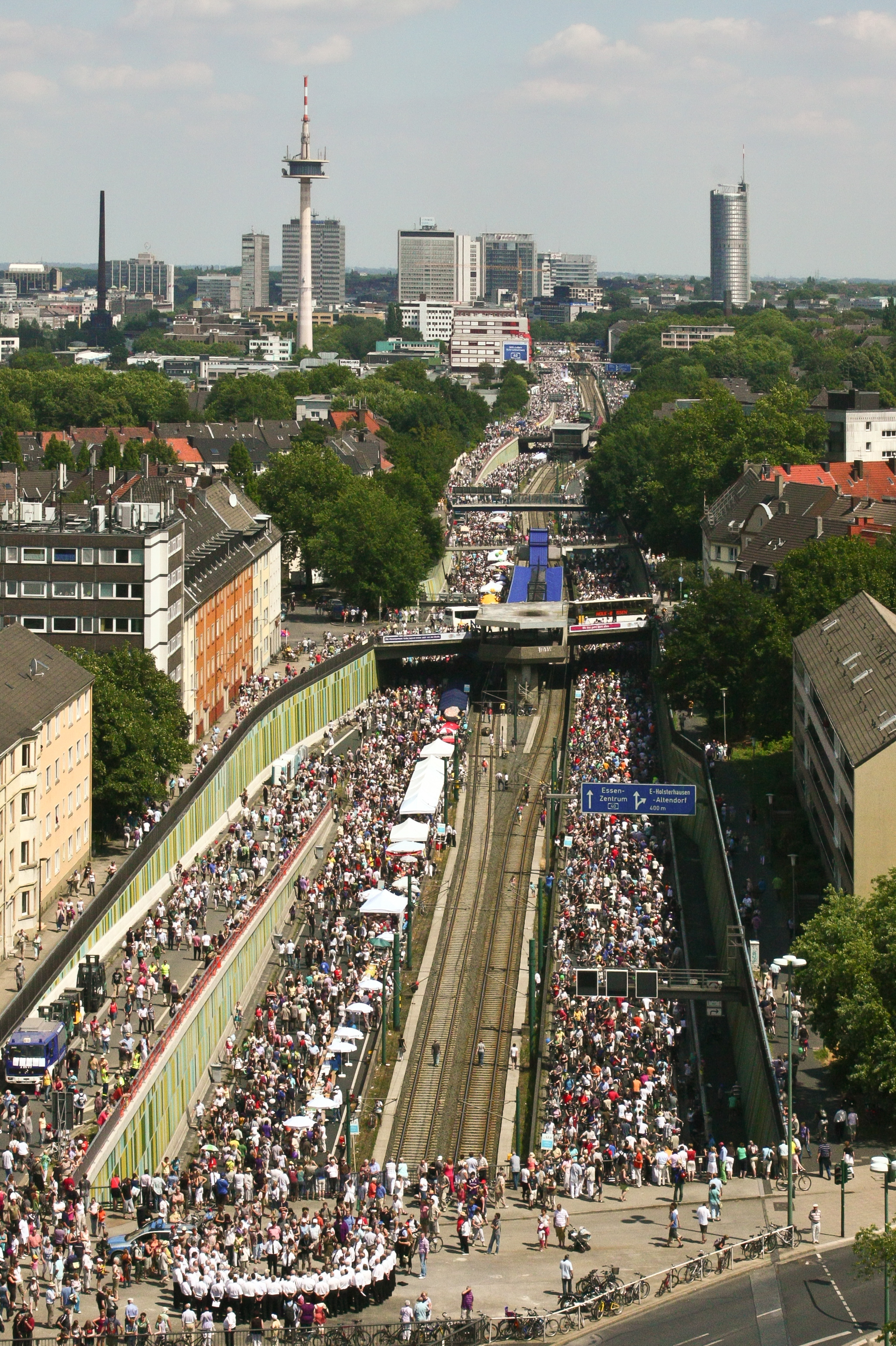
Still-Leben Ruhrschnellweg in Essen (2010)

Seit Mai 2009 ist die Bundesautobahn A 40 Schauplatz mehrerer künstlerischer Interventionen. Die Eichbaumoper von Raumlabor Berlin und die Symphonie A40 von Detlev Bruckhoff, Frank Hensel und Karsten Spriestersbach zählen zu den ersten Kulturprojekten, die die A 40 als Kulturraum begreifen und sich künstlerisch mit dem Transitraum auseinandersetzen.
Im Rahmen des Kulturhauptstadtjahres RUHR.2010 ist die A 40 auf verschiedenen Abschnitten in das Projekt mit einbezogen worden. So sind u. a. im Bereich Essen zahlreiche großformatige Bilder und in Bochum farbige Schallschutzwände montiert worden. Den Höhepunkt der Nutzung der A 40 als kulturelle Ruhrgebietsautobahn im Rahmen der Bespielung durch die RUHR.2010 GmbH stellte der 18. Juli 2010 dar. Für diesen Tag wurde der Ruhrschnellweg auf 60 km von der AS Duisburg-Häfen bis Dortmund Märkische Straße (B1) für den Motorverkehr gesperrt. Die Richtungsfahrbahn nach Duisburg wurde mit rund 20.000 Bierzeltgarnituren zum Feiern genutzt, die Gegenrichtung für Radfahrer und Inliner als Mobilitätsspur freigegeben. Auf der gesamten Strecke sollten sowohl Bürger als auch Künstler unter dem Motto Still-Leben Ruhrschnellweg die Kulturhauptstadt Ruhrgebiet feiern und erleben können.

## Frühere A-40-Planung „Lippeschnellweg“

Der „Lippeschnellweg“ als A 40

In den 1970er-Jahren wurde für Nordrhein-Westfalen und das nördliche Rheinland-Pfalz ein dichtes Netz von West-Ost-Regionalautobahnen geplant. Von Nord nach Süd sollten die Nummern A 40, A 42, A 44, A 46 und A 48 eine systematische Erschließung signalisieren. Unter der Bezeichnung Bundesautobahn 40 sollte ein Lippeschnellweg neu gebaut werden.
Der Plan für den Ausbau der Bundesfernstraßen in den Jahren 1971 bis 1985 sah zunächst zwischen Aldekerk und Beckum eine aus drei Bundesstraßen gebildete durchgehende West-Ost-Strecke nördlich der A 2 vor. Das Verkehrsprojekt wurde zu einer Autobahnstrecke weiterentwickelt, die das gesamte Ruhrgebiet nördlich umspannen sollte. Die ab 1975 als A 40 geplante Autobahn sollte am linken Niederrhein bei Rheurdt beginnen und von dort über Kamp-Lintfort und Rheinberg zur Rheinquerung bei Voerde führen. Von dort sollte sie die nördlichen Ruhrgebiets-Städte Dinslaken, Bottrop, Dorsten, Marl, Recklinghausen, Oer-Erkenschwick, Datteln, Waltrop, Lünen, Werne und Hamm verbinden. Damit wäre die Autobahn rechtsrheinisch ungefähr dem Lauf des Flusses Lippe gefolgt. Bei Beckum war die Einmündung in die A 2 geplant.
Mit dem Ersten Gesetz vom 5. August 1976 zur Änderung des Gesetzes über den Ausbau der Bundesfernstraßen in den Jahren 1971 bis 1985 (BGBl. 1976, Teil I, S. 2093) konnte die Finanzierung nicht geklärt werden. Im Bedarfsplan des Zweiten Gesetzes vom 25. August 1980 zur Änderung des Gesetzes über den Ausbau der Bundesfernstraßen in den Jahren 1971 bis 1985 (BGBl. 1980, Teil I, S. 1614) war nur noch die Strecke Rheinberg–Dinslaken zwischen A 57 und A 3 zum Bau als A 40 vorgesehen. Die parallel zur A 2 verlaufende Strecke zwischen Dinslaken und Beckum wurde gestrichen. Das Dritte Gesetz vom 21. April 1986 zur Änderung des Gesetzes über den Ausbau der Bundesfernstraßen (BGBl. 1986, Teil I, S. 557) führte zur Streichung der A 40-Planung insgesamt, als Ersatz wurden auf einigen Teilabschnitten zweispurige Bundesstraßen geplant. Im Bundesverkehrswegeplan 2003 war kein Teilabschnitt der alten A 40 mehr enthalten. Die nachfolgende Neuverwendung der Nummer führte dazu, dass heute die A 40 zwischen der A 42 und der A 44 liegt.